# 三國万里子
三國万里子（みくに まりこ、1971年 - ）は、新潟県胎内市出身の編み物作家、ニッター。
妹は料理家のなかしましほ。

## 来歴
幼いころにかぎ針と毛糸をおもちゃ代わりに渡されたのが編みものとの出会い。中学では家庭科部で部長を務める。大学のころから洋書を中心にテクニックとデザインの研究を深め、創作に没頭する。早稲田大学第一文学部仏文科卒業。

## 著作
- 編みものこもの（文化出版局　2009年9月）
- 編みものワードローブ（文化出版局　2010年9月）
- きょうの編みもの（文化出版局　2011年9月）
- 冬の日の編みもの（文化出版局　2012年9月）
- 編みものともだち（文化出版局　2013年10月）
- アラン、ロンドン、フェアアイル 編みもの修学旅行（文化出版局　2014年11月）
- うれしいセーター（ほぼ日刊イトイ新聞 2016年12月）
- スール（なかしましほとの共著 ほぼ日刊イトイ新聞 2017年４月）